# Museo Poldi Pezzoli

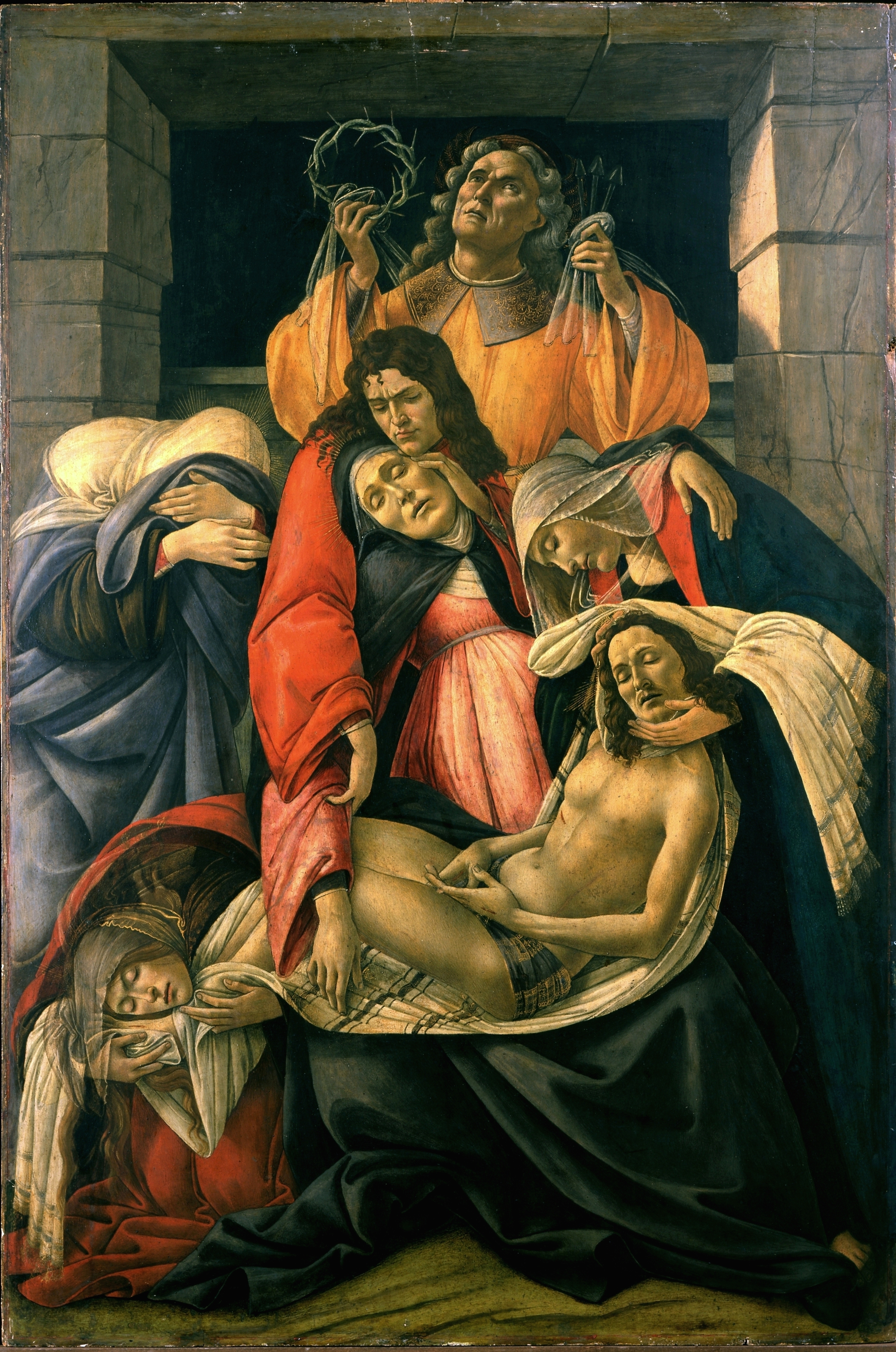
Bewening van Christus van Botticelli

Het Museo Poldi Pezzoli is een museum in de Italiaanse stad Milaan.
Het ligt in het centrum van de stad en heeft werken in de collectie van Italiaanse schilders als Sandro Botticelli, Antonio Pollaiolo, Giovanni Bellini, Michelangelo, Gaudenzio Ferrari, Filippo Lippi, Andrea Mantegna, Palma Vecchio, Bernardo Cavallino, Giambattista Tiepolo, Lorenzo Bartolini, Giovanni Antonio Boltraffio en anderen.
De collectie bestaat ook nog uit glas en keramiek.
Het museum ontstond in de 19e eeuw uit de privécollectie van Gian Giacomo Poldi Pezzoli en zijn moeder, Rosa Trivulzio, stammend uit de familie van Gian Giacomo Trivulzio.